# Xanh nõn chuối
 #7FFF00 

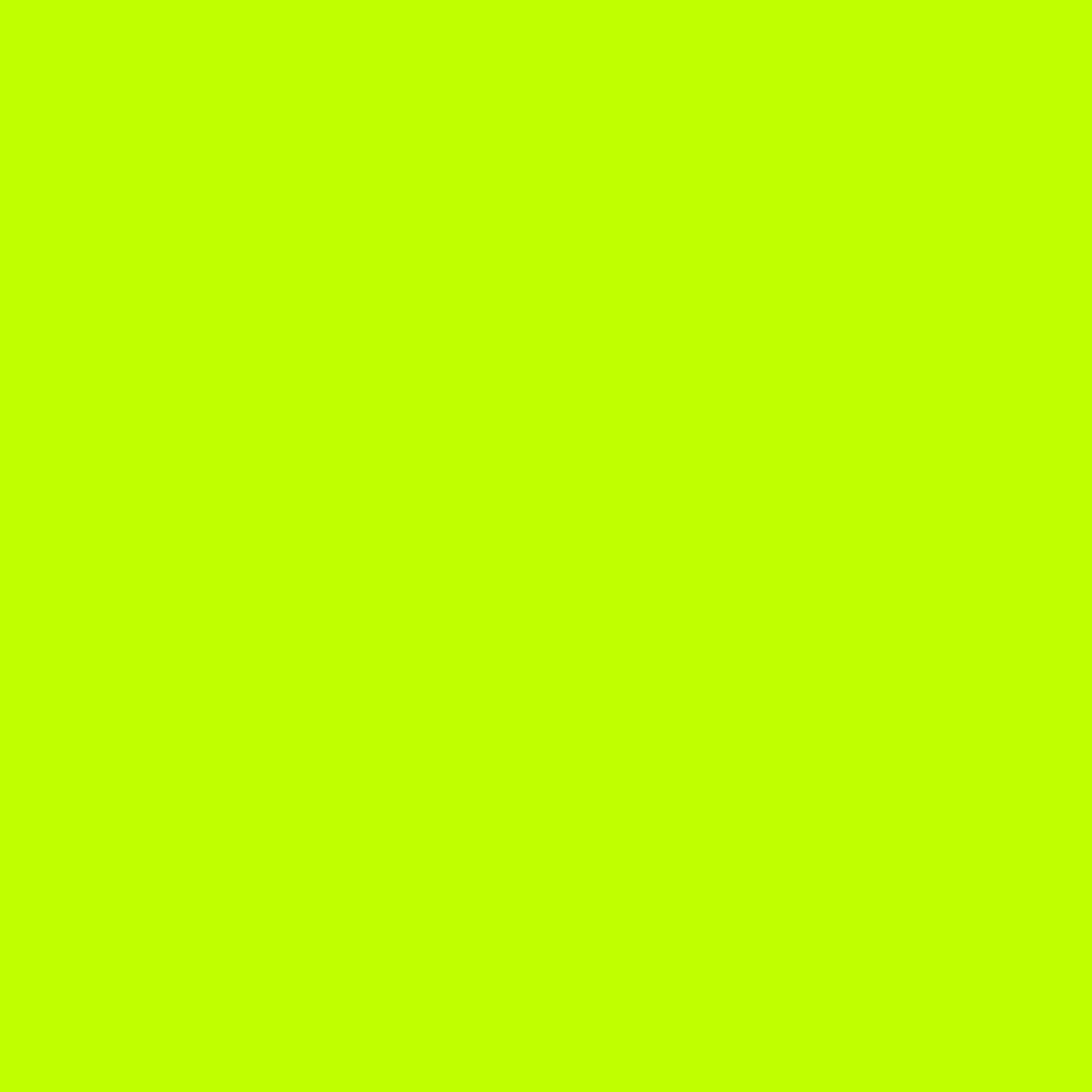
Đây là xanh nõn chuối mang số Hex là #00FF00

Màu xanh nõn chuối, hay còn gọi là xanh đọt chuối (tên tiếng Anh: Chartreuse) chứa nhiều phần xanh lục pha chút vàng. Nó có tên như vậy vì giống phần lá non của cây chuối. Nó giống màu vàng chanh nhưng có nhiều sắc xanh lục hơn màu vàng chanh.
Màu websafe gần nhất của nó là #66ff00.

## Tọa độ màu
Số Hex =  #7FFF00.
RGB   (r, g, b)      = (127, 255, 0).
CMYK  (c, m, y, k)   = (50, 0, 100, 0).
HSV (h, s, v) =  (90, 100, 100).